# Ким Боп Мин
Ким Боп Мин (кор. 김법민; 22 мая 1991, Тэджон, Республика Корея) — южнокорейский спортсмен, стрелок из лука, бронзовый призёр в командном первенстве. Ким Бон Мин закончил выступление на кубке мира 2011 года в Шанхае на 9 месте. Спустя 3 недели на кубке мира в Анталье он получил путёвку на Олимпийские игры в Лондоне.